# Тед Міттет
Тед Міттет (англ. Ted Mittet, 23 грудня 1941) — американський академічний веслувальник.
Бронзовий призер Олімпійських Ігор 1964 року в складі розпашної четвірки без стернового.